# José Guilherme Pacheco
José Guilherme Pacheco (Rio de Janeiro, Santa Rita, 10 de Fevereiro de 1823 — Porto, Vitória, 7 de Dezembro de 1889) foi um advogado e político português, deputado às Cortes e governador civil do Distrito de Angra do Heroísmo (1865 a 1866). Senhor da Casa das Vinhas, que herdara de seu pai, foi presidente da Câmara Municipal de Paredes, ganhando pela sua acção o epíteto de rei de Paredes, tendo o município em 1927 erigido em sua homenagem uma estátua no jardim defronte dos paços do concelho. Foi um dos fundadores do Jornal de Notícias e benfeitor de múltiplas instituições locais, tendo financiado o restauro da capela de Nossa Senhora da Ajuda.

## Biografia
José Guilherme Pacheco nasceu a 10 de Fevereiro de 1823 na cidade do Rio de Janeiro, filho de Manuel Albino Pacheco, natural de Lousada, e de sua mulher D. Ana Maria Felizarda de Jesus Cordeiro, natural de Minas Gerais, Brasil, neto paterno de Manuel Pacheco da Rocha e de sua mulher Mariana Luísa Nogueira de Miranda, e neto materno do Capitão Roque António Cordeiro, natural da freguesia de Sendim, concelho de Miranda do Douro, Portugal, e de sua mulher Maria Angélica de Santana, natural de Sabará, Minas Gerais. Quando tinha seis meses de idade, os pais transferiram-se para Portugal, tendo a família se instalado em Nevogilde, onde o pai, oriundo de uma influente família duriense, era proprietário da Casa das Vinhas. A família era então constituída pelo casal e por três filhos nascidos no Rio de Janeiro.
O pai voltaria ao Brasil, em virtude da Guerra Civil Portuguesa, deixando a família na Casa das Vinhas, aonde havia nascido. Terminada a guerra regressou a Lousada, tendo sido nomeado em 1834 para o cargo de presidente da Comissão Municipal de Aguiar de Sousa e prosseguido uma carreira política até falecer em 1862 que fez dele uma das mais importantes personalidades de Nevogilde nas primeiras décadas do século XIX.
Matriculou-se em 1845 no Colégio da Formiga, em Ermesinde, onde fez os estudos preparatórios para a Faculdade de Direito da Universidade de Coimbra, na qual se matriculou no curso de Direito. Concluiu o seu curso em 1852, instalando-se em Paredes como advogado, actividade que manteria durante mais de 30 anos.
Influente a nível local e regional, ingressou na política, tendo sido presidente da Câmara Municipal de Paredes entre 1864 e 1871, voltando a ocupar o lugar em 1878. Paralelamente, a partir 1859 foi por várias vezes eleito deputado às Cortes.
Foi governador civil do Distrito de Angra do Heroísmo (1865-1866), presidente da Junta Geral do Distrito do Porto e presidente da Comissão Inspectora das Escolas Normais. Nas funções de deputado foi influente na criação da Escola Normal do Porto.
A 22 de Junho de 1875, a Câmara Municipal de Paredes declarou-o cidadão benemérito devido à sua contribuição para aquele concelho, nomeadamente a criação da Comarca de Paredes, a instalação do telégrafo, a passagem da linha férrea do Douro por Paredes e a construção de grande parte das estradas e escolas do concelho. A sua influência era tal que levou a que fosse alcunhado o rei de Paredes.
Faleceu a 7 de Dezembro de 1889, no número 7 da Rua da Conceição, freguesia de Vitória, na cidade do Porto, aos 66 anos de idade, sendo sepultado no Cemitério de Agramonte, na mesma cidade. A 3 de julho de 1894, foi feita a trasladação do seu corpo do cemitério em que tinha sido sepultado no Porto para o Mausoléu no Cemitério Municipal de Paredes.
José Guilherme Pacheco é recordado na toponímia de Paredes, onde o Parque José Guilherme Pacheco ostenta o seu nome e onde em 1927 foi erigida a estátua do Conselheiro José Guilherme Pacheco por resolução da Comissão Municipal Administrativa cujo presidente era Dr. José Correia Abreu Pinto Cabral. O seu nome é também lembrado na Associação Cultural José Guilherme Pacheco, de Castelões de Cepeda, Paredes.
Sobre este benemérito, em 1990, no âmbito das comemorações do centenário da sua morte, foi editada, pela Livraria Maia, uma biografia da autoria de António Carmindo de Sousa e Maia.